# Limburg an der Lahn

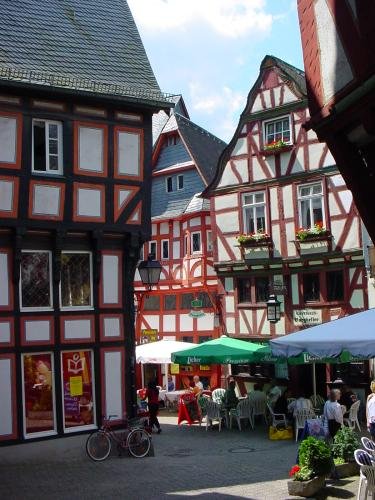
Stare miasto

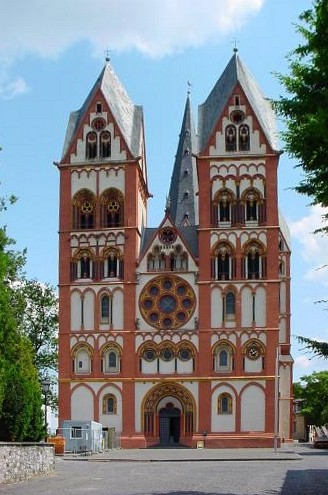
Katedra w Limburgu

Limburg an der Lahn, Limburg a.d. Lahn – miasto powiatowe w Niemczech, w kraju związkowym Hesja, w rejencji Gießen, siedziba powiatu Limburg-Weilburg. Zamieszkuje je 36 053 osób (31 grudnia 2023).
Najbliżej położone duże miasta: Frankfurt nad Menem (ok. 100 km na południowy wschód), Kolonia (100 km na północny zachód) i Kassel (ok. 200 km na wschód). Limburg leży w pobliżu autostrady A3 łączącej Kolonię z Frankfurtem. W mieście znajdują się stacje kolejowe Limburg Süd i Limburg (Lahn).
Przez miasto przepływa rzeka Lahn.

## Gospodarka
W mieście rozwinął się przemysł maszynowy, metalowy, elektrotechniczny, spożywczy oraz meblarski.

## Miasta partnerskie
- Lichfield
- Oudenburg
- Sainte-Foy-lès-Lyon